# 河内悠紀
河内 悠紀（かわち ゆうき、1940年〈昭和15年〉2月14日 - 2023年〈令和5年〉6月21日）は、日本の検察官。弁護士（河内法律事務所）。元大阪高等検察庁検事長。位階は従三位。

## 来歴
1966年（昭和41年）検事任官。盛岡地検検事正、公安調査庁次長、京都地検検事正等を経て、1998年（平成10年）に法務総合研究所長。
その後、1999年（平成11年）仙台高検検事長、2001年（平成13年）名古屋高検検事長、2002年（平成14年）大阪高検検事長を歴任し、2003年（平成15年）に定年退官。2010年（平成22年）、瑞宝重光章受章。
退官後は弁護士登録し、住友倉庫監査役等を務める。2010年日本振興銀行特別調査委員会委員長。2012年（平成24年）株式会社東日本大震災事業者再生支援機構社外監査役。
2023年6月21日、膵頭部がんのため死去した。83歳没。死没日付をもって従三位に叙された。

## 略歴
- 1963年（昭和38年）
  - 国家公務員採用上級甲種試験（法律）合格
  - 司法試験第二次試験合格
- 1964年（昭和39年）3月 京都大学法学部卒業
- 1966年（昭和41年）
  - 4月7日 司法修習終了
  - 4月8日 東京地方検察庁検事
- 1967年（昭和42年）3月25日 大分地方検察庁検事
- 1969年（昭和44年）8月15日 東京地方検察庁検事
- 1971年（昭和46年）8月16日 徳島地方検察庁検事
- 1975年（昭和50年）3月24日 横浜地方検察庁検事
- 1977年（昭和52年）3月25日 東京地方検察庁検事
- 1982年（昭和57年）3月25日 法務総合研究所研究官・法務総合研究所研究第二部室長研究官
- 1985年（昭和60年）3月25日 東京地方検察庁検事
- 1987年（昭和62年）3月27日 横浜地方検察庁刑事部長
- 1989年（平成元年）
  - 3月28日 東京高等検察庁検事
  - 8月24日 東京地方検察庁交通部長
- 1990年（平成2年）8月6日 東京地方検察庁刑事部長
- 1991年（平成3年）12月3日 東京高等検察庁刑事部長
- 1992年（平成4年）12月10日 最高検察庁検事
- 1993年（平成5年）9月13日 盛岡地方検察庁検事正
- 1994年（平成6年）11月11日 公安調査庁次長
- 1997年（平成9年）4月3日 京都地方検察庁検事正
- 1998年（平成10年）7月17日 法務総合研究所長
- 1999年（平成11年）12月22日 仙台高等検察庁検事長
- 2001年（平成13年）11月15日 名古屋高等検察庁検事長
- 2002年（平成14年）6月17日 大阪高等検察庁検事長
- 2003年（平成15年）
  - 2月13日 定年退官
  - 3月5日 弁護士登録（第一東京弁護士会）
  - 6月 株式会社住友倉庫監査役
- 2023年（令和5年） 6月21日 死去